# Durant (Mississippi)
Pour les articles homonymes, voir Durant.
La ville américaine de Durant est située dans le comté de Holmes, dans l’État du Mississippi. Lors du recensement de 2000, sa population s’élevait à 2 932 habitants.

## Source
- (en) Cet article est partiellement ou en totalité issu de l’article de Wikipédia en anglais intitulé « Durant, Mississippi » (voir la liste des auteurs).